# Boris Kobal
Boris Kobal, slovenski zamejski režiser, igralec in humorist, * 16. november 1955, Trst.

## Življenjepis
Boris se je rodil očetu Silviju, ki je bil igralec, in materi Mariji, rojeni Terčič. Med letoma 1961 in 1965 je obiskoval osnovno šolo v Trstu, nato pa se je vpisal v nižjo srednjo šolo sv. Cirila in Metoda, ki jo je obiskoval med letoma 1965 in 1969. Po končani nižji srednji šoli se je vpisal na učiteljišče Antona Martina Slomška, kjer je maturiral leta 1974. 
Po končanem učiteljišču je odšel na študij režije na ljubljansko AGRFT, kjer je diplomiral z režijo Ruzantejeve Moschete. Kasneje je režiral v več slovenskih gledališčih, bil pa je tudi režiser in igralec v televizijski satirični oddaji TV Poper. V Sloveniji ima Boris Kobal od leta 1984 status svobodnega umetnika, v Italiji pa status svobodnega delavca. Zadnja leta igra v nekaj stand-up predstavah, med njimi Staro za novo in Pismo Rosno! Vsega je kriv poštar. Do februarja 2019 je bil direktor Šentjakobskega gledališča Ljubljana, dokler ni bil odstavljen zaradi afere s plagiatom.
Leta 2012 je bil kapetan rdeče ekipe v oddaji Moja Slovenija na Televiziji Slovenija, leta 2015 pa je z Nino Osenar vodil oddajo Ne se hecat'.

### Plagiatorstvo
Leta 2017 se je s komedijo Profesionalci espe, za katero naj bi navdih dobil v italijanski črni kroniki, prijavil na razpis za izvirno komedijo – Žlahtno komedijsko pero 2017, kjer je bilo delo uvrščeno med tri najkakovostnejša nova besedila. Kot tako jo je celjsko gledališče novembra 2018 tudi postavilo na oder. Po opozorilih so v januarju 2019 ugotovili, da gre pri komediji za očiten plagiat dela La prova generale italijanskega avtorja Alda Nicolaja. Celjsko gledališče je komedijo umaknilo s sporeda, dedičem Alda Nicolaja so plačali tantieme, Kobala pa kazensko ovadili zaradi povzročitve velike gospodarske škode (15 odpovedanih predstav, odškodnina za že izvedene predstave, trinajst tisoč evrov bruto honorarja ...). Obsojen je bil na petnajst mesecev pogojne kazni za dobo treh let, izgubil pa je tudi odškodninsko tožbo v vrednosti 54.000 evrov.
Za dejanje se je opravičil in izjavil, da sprejema odgovornost.

## Nagrade in priznanja
- Dnevnikova nagrada – za režijo (Primo Levi: Je to človek?) (2006)
- Afrika ali Na svoji zemlji – zmaga na dnevih komedije v Celju (1997)